# 根本萠騰子
根本 萠騰子（ねもと もとこ、1941年1月15日 -　）は、ドイツ文学者、文芸評論家。横浜国立大学名誉教授。
茨城県生まれ。茨城県立下妻第一高等学校卒、東京大学文学部独文科卒、同大学院修士課程修了、ボン大学に学ぶ、フンボルト大学、マールブルク大学研究員。東海大学外国語教育センター助教授、文学部助教授、横浜国立大学教育学部助教授、教育学部教授、教育人間科学部教授、2006年定年退職、名誉教授、帝京大学教授、2011年退職。

## 著書
- 『身ぶり的言語ブレヒトの詩学』鳥影社・ロゴス企画部 叢書フォーゲル 1999
- 『文学の中の女性 擬態か反抗か-『源氏物語』から村上春樹まで』近代文芸社 2005
- 『人間の内なる自然 心に響く文学作品を読む』ブイツーソリューション 2013
- 『戦乱の時代をどう生きるか？ーブレヒトと墨子　「転換の書　メ・ティ」の考察』同時代社　2021

### 共編
- 『言語と文学にみる文明』編 東海大学出版会 1978
- 『ドイツにおける古典と現代』共著　第三書房　1987
- 『ヨーロッパの文化と思想』共著　木鐸社　1989
- 『ドイツ文学回遊』共著　郁文堂　1995
- 『文学に現れた現代ドイツ』共著　三修社　1997
- 『崩壊の時代に 文明と歴史をかえりみる』泉谷周三郎,木下英夫共編 同時代社 2002

## 参考
- [ISBN　978-4-434-17480-3]
- 『現代日本人名録』2002年